# Línea base
En la gestión de la configuración una línea base es una descripción acordada de los atributos de un producto en un momento determinado, que sirve como base para definir cambios. Un cambio es el movimiento desde esta línea base hasta el siguiente estado. El objetivo de definir una línea base es identificar los cambios que se han producido desde ese estado. El concepto de línea base, además de a productos, puede aplicarse al medio ambiente, a sistemas educativos y otros.
El Instituto de Ingenieros Eléctricos y Electrónicos (IEEE) 610.12/1990 define una línea base como:

conjunto de elementos sobre los que se ha llegado a un acuerdo, y que de ahí en adelante sirve como base para un desarrollo posterior y que puede cambiarse solamente a través de procedimientos formales de control de cambios.